# ال برزیل (تگزاس)
ال برزیل (به انگلیسی: El Brazil) یک منطقهٔ مسکونی در ایالات متحده آمریکا است که در شهرستان استار، تگزاس واقع شده‌است. ال برزیل ۴۷ نفر جمعیت دارد.